# Diapontia uruguayensis
Diapontia uruguayensis là một loài nhện trong họ Lycosidae.
Loài này thuộc chi Diapontia. Diapontia uruguayensis được Eugen von Keyserling miêu tả năm 1877.